# Xysticus variabilis
Xysticus variabilis is een spinnensoort uit de familie van de krabspinnen (Thomisidae).
De wetenschappelijke naam van de soort werd in 1880 gepubliceerd door Eugen von Keyserling.